# Regiões Administrativas de Portugal
As Regiões Administrativas de Portugal estão previstas na Constituição portuguesa de 1976, que estabelece que os municípios de Portugal Continental se agrupam em regiões administrativas. Por isso, a criação das regiões administrativas está prevista desde que a Constituição foi aprovada, ou seja, desde 1976, apesar de a sua criação ter vindo a ser sucessivamente adiada pelos vários governos. O processo de criação das regiões administrativas é popularmente conhecido por Regionalização.

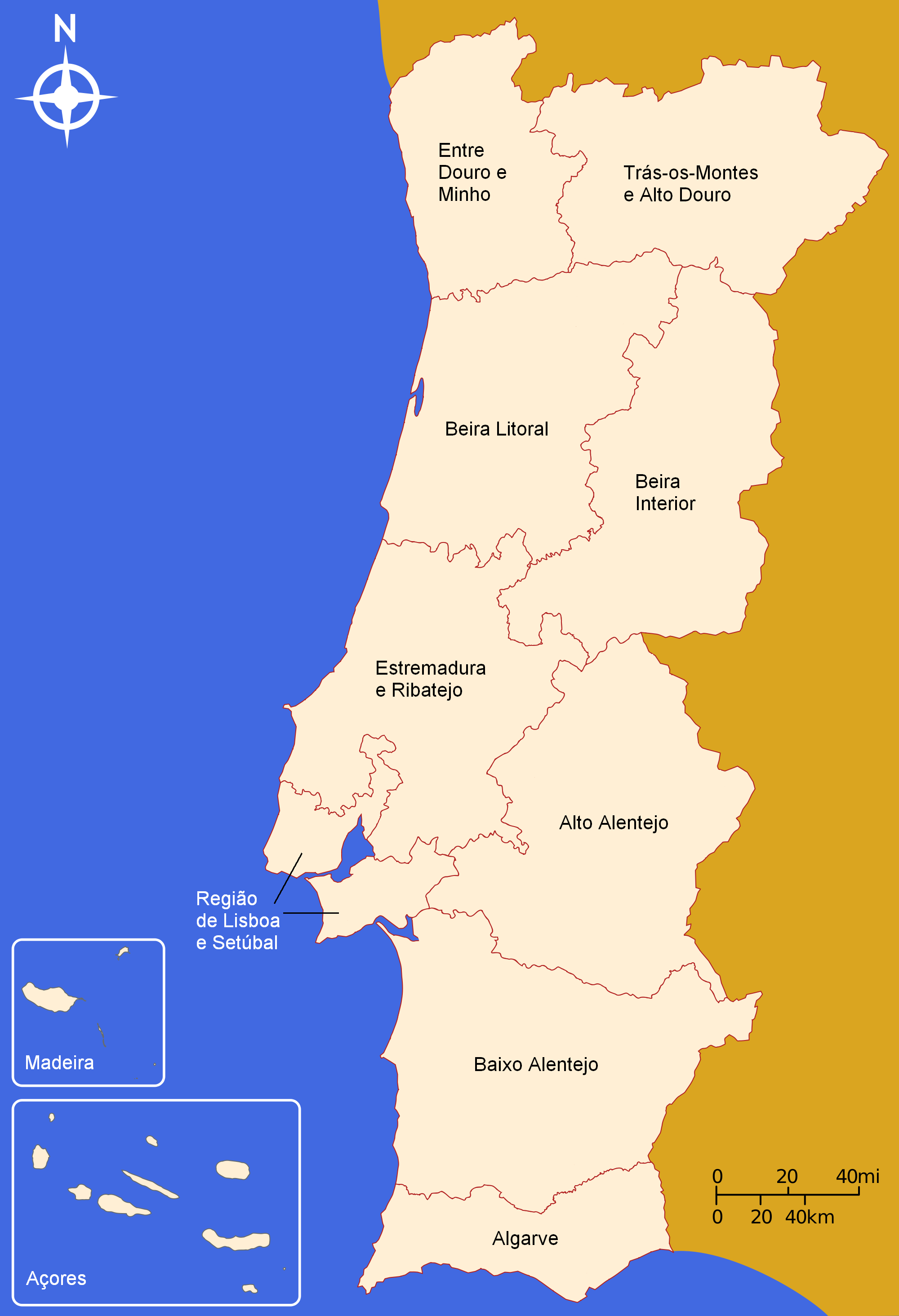
Proposta de nove regiões, apresentada pelo PS.

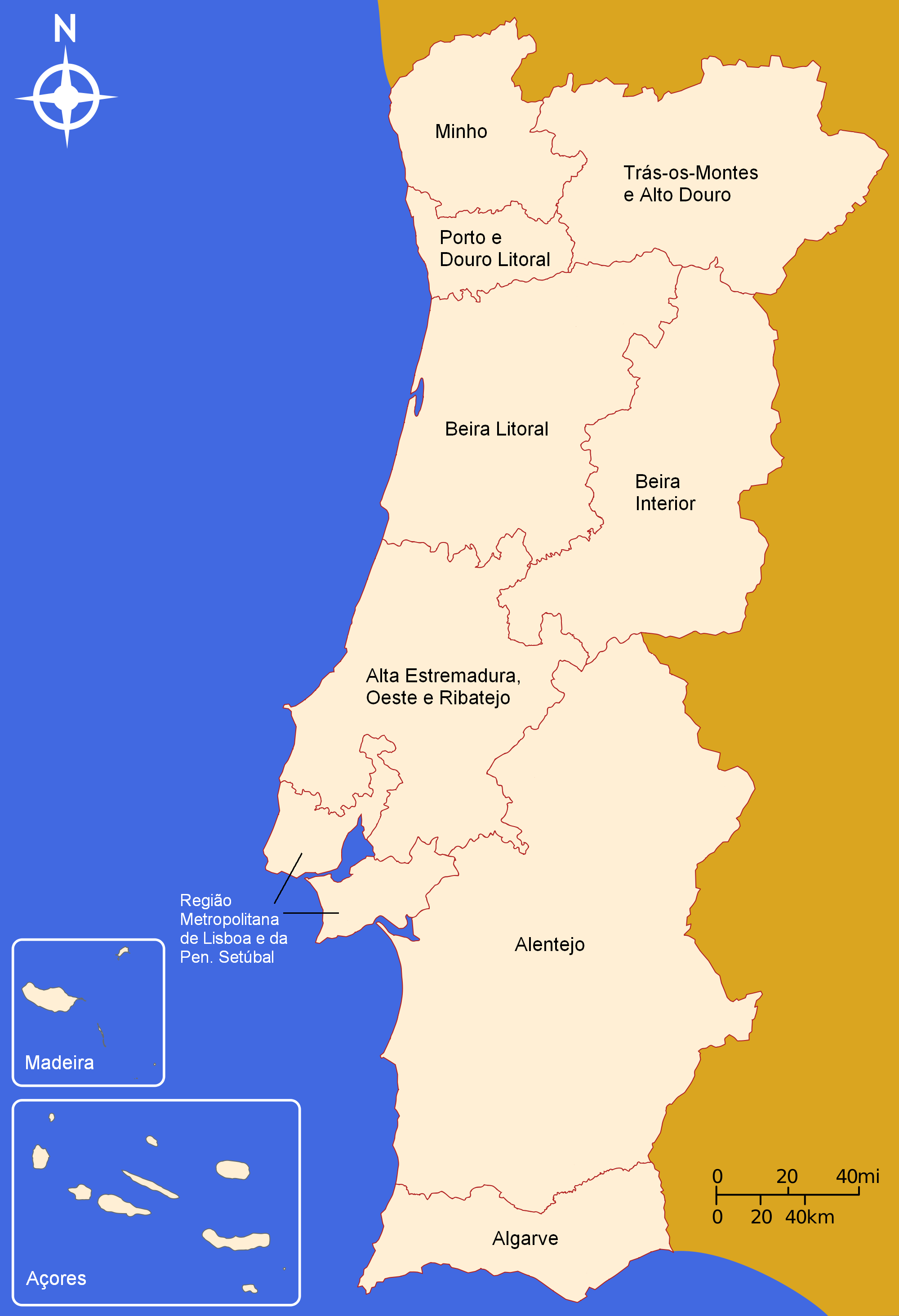
Proposta de nove regiões, apresentada pelo PCP. Divergia da proposta do PS, ao dividir o Entre Douro e Minho em duas regiões, e em manter unido o Alentejo.

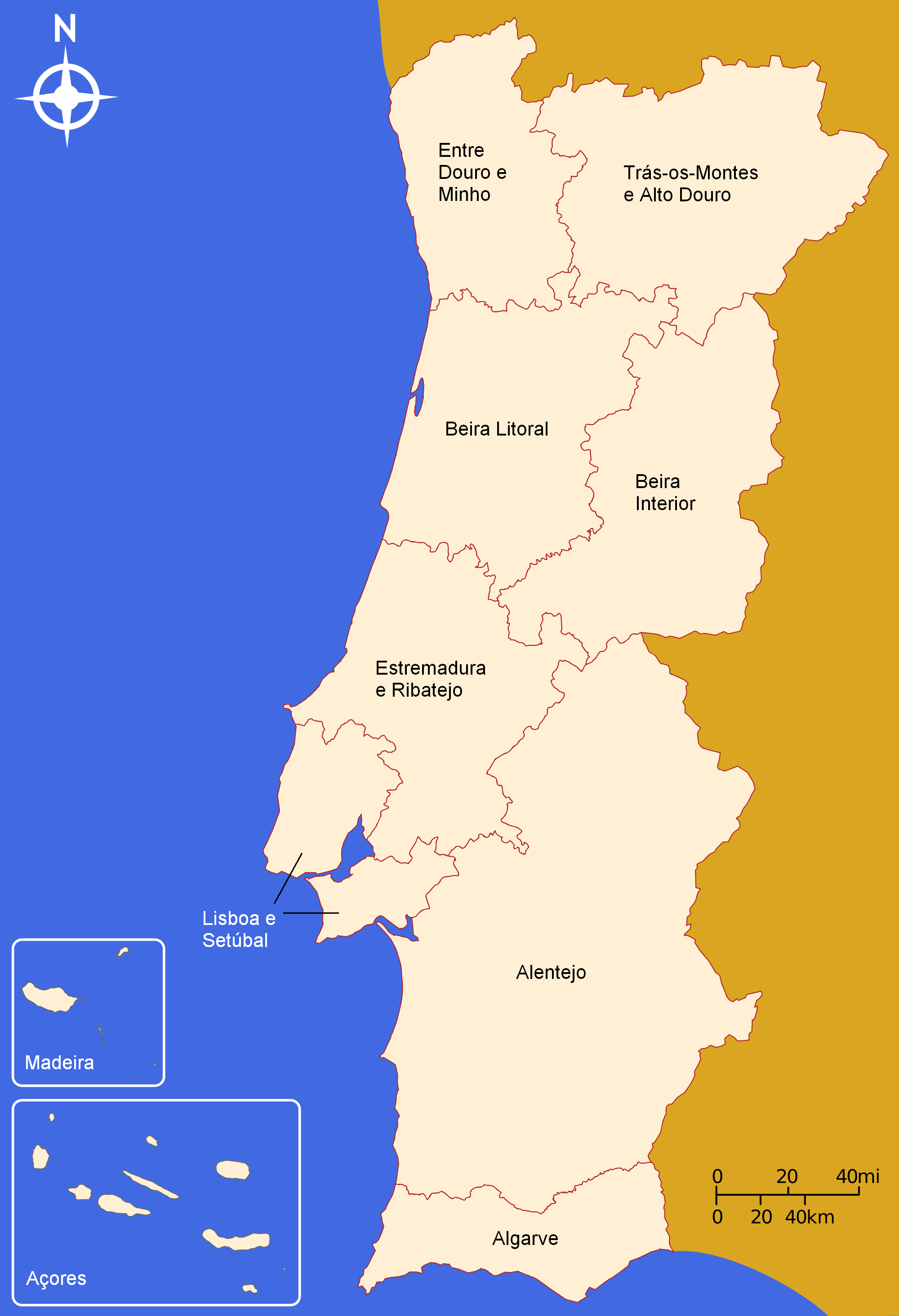
Proposta de oito regiões administrativas levada a referendo em 1998, após consulta às Assembleias Municipais.

A partir de meados da década de 1990, a discussão em torno da Regionalização em Portugal intensificou-se, tendo-se chegado à conclusão que era necessário e urgente pôr em andamento o processo de criação das regiões administrativas em Portugal continental.
Já em 1991, durante o governo de Cavaco Silva, havia sido aprovada a Lei n.º 56/91, que, a par da Constituição portuguesa, estabelecia a organização e o funcionamento das regiões administrativas, definindo os seus órgãos políticos e respetivo funcionamento, as competências e atribuições, a forma de criação das regiões, o regime eleitoral e o funcionamento das finanças regionais, apenas não definindo o número de regiões a criar e a sua delimitação.
Durante os anos seguintes, houve um aceso debate sobre a criação das regiões administrativas e a delimitação de um mapa regional para Portugal continental, tendo em 1995, António Guterres sido eleito primeiro-ministro com a criação das regiões administrativas no seu programa eleitoral. Porém, quando da revisão constitucional de 1997, a instituição em concreto das regiões em Portugal continental passou a ser obrigatoriamente alvo de referendo, passo este, que ainda hoje é visto por muitos regionalistas como uma tentativa para travar o avanço do processo regionalista em Portugal.
Em 1997, foram apresentados dois mapas para a divisão regional, que propunham ambos nove regiões, tendo mais tarde sido reduzidas para oito. A proposta das oito regiões foi oficializada na Lei da Criação das Regiões Administrativas (Lei n.º 19/98), lei esta que viria mais tarde a ser levada a referendo. A lei estabelecia a divisão de Portugal continental nas seguintes oito regiões administrativas:
- Alentejo
- Algarve
- Beira Interior
- Beira Litoral
- Entre Douro e Minho
- Estremadura e Ribatejo
- Lisboa e Setúbal
- Trás-os-Montes e Alto Douro

Deste modo, em 8 de Novembro de 1998, foi realizado um referendo sobre a proposta para instituição de oito regiões administrativas consequentemente, abolir os distritos, referendo este que tinha duas perguntas: uma sobre a simples instituição de regiões administrativas e outra sobre a instituição da região onde o votante estava recenseado. O referendo à Regionalização tornou-se assim no segundo referendo da história da democracia portuguesa e no primeiro referendo da História de Portugal a ter mais do que uma pergunta.
Provavelmente, devido à confusão e à falta de informação lançada no decorrer da campanha, o referendo teve uma fraca participação por parte dos portugueses. A discussão sobre a Regionalização foi levada para assuntos que nada tinham que ver com a questão, e esta transformou-se numa questão eminentemente política, o que levou muitos eleitores a alhearem-se da questão.
Os resultados do referendo levaram a uma rejeição da proposta pelo eleitorado, mas o referendo não foi vinculativo, já que não participaram mais de 50% dos eleitores, pelo que ainda hoje não se sabe a verdadeira opinião dos portugueses sobre esta reforma. Pensa-se também que os resultados de 1998 foram uma espécie de "cartão amarelo" que os portugueses quiseram dar ao governo e aos políticos da altura, devido à campanha confusa que havia sido efetuada, não refletindo assim verdade dos factos.
Em todo o caso, o resultado fez com que se mantivesse uma “lacuna” na estrutura administrativa do país, já que várias competências que na lei estão atribuídas a órgãos supramunicipais e que, por elas serem de âmbito regional, não estão confiadas nem ao Estado nem aos municípios, não podem ser exercidas pois as regiões administrativas não foram criadas. A não criação das regiões administrativas foi também responsável pela criação de outros organismos, como as áreas urbanas (AM e CIM) e as CCDR, com órgãos não eleitos e cujas áreas de intervenção muitas vezes se sobrepõem, provocando assim uma duplicação de serviços e competências.
A concretização de um novo referendo à matéria tem vindo a ser debatida na sociedade portuguesa e apoiada por diversas personalidades da vida portuguesa, inclusive pelo antigo primeiro-ministro José Sócrates, tendo também sido formados vários movimentos favoráveis à instituição das regiões. Pedro Passos Coelho, líder do PSD e ex-primeiro-ministro é favorável à instituição, numa primeira fase, de uma região-piloto no Algarve "para experimentar o modelo de regionalização".

## Organização e funcionamento das Regiões Administrativas
A organização e funcionamento das regiões administrativas está definida no Capítulo IV do Título VIII da Parte III da Constituição portuguesa e na Lei 56/91 (também conhecida por Lei-quadro das regiões administrativas).
Segundo o artigo 291.º da Constituição de 1976, “enquanto as regiões administrativas não estiverem concretamente instituídas, subsistirá a divisão distrital no espaço por elas não abrangido”  e segundo o artigo 47.º da Lei-quadro das Regiões Administrativas “após a nomeação do governador civil regional serão extintos os governos civis sediados na área da respectiva região”, pelo que a criação das regiões implica a abolição dos distritos. Também tem vindo a ser prevista a extinção das CCDR e das comunidades intermunicipais, já que se tornarão desnecessários com a regionalização.
A Lei n.º 56/91 estabelece que uma região administrativa é uma “pessoa colectiva territorial, dotada de autonomia política, administrativa e financeira, de órgãos representativos que visa a prossecução de interesses próprios das populações respectivas, como factor de coesão nacional”.
As regiões administrativas são consideradas autarquias locais, tais como os municípios e as freguesias, embora haja, obviamente, certas diferenças no funcionamento daquelas em relação às restantes autarquias locais. Segundo a Constituição, as regiões administrativas são uma autarquia local que só existe no território de Portugal continental.
Na prática, pode-se considerar a região administrativa como uma divisão de primeiro nível, tal como atualmente são as regiões autónomas ou os distritos, pois, tal como estes, a região administrativa é uma divisão administrativa de categoria superior aos municípios (supramunicipal) mas de categoria inferior ao país e, se estivesse instituída, seria a primeira subdivisão de Portugal (a par das regiões autónomas), logo a seguir ao próprio Estado central.
Segundo a Lei n.º 56/91, as regiões administrativas possuem um órgão deliberativo (Assembleia Regional) e um órgão executivo (Junta Regional), bem como um Governador Civil Regional, que representa o Governo português na área da respectiva região.
A Assembleia Regional é composta por:
- Representantes das assembleias municipais, em número de 15 ou 20, consoante se trate de região com menos de 1,5 milhões de eleitores ou de 1,5 milhões e mais.[8] Estes representantes são eleitos por sufrágio indireto, através de um colégio eleitoral constituído pelos membros das assembleias municipais da região, os quais, por sua vez, foram eleitos diretamente;
- Membros eleitos por sufrágio universal, direto e secreto pelos cidadãos recenseados na área da respectiva região, em número de 31 ou 41, consoante se trate de região com menos de 1,5 milhões de eleitores ou de 1,5 milhões e mais.[8]

Os membros da Assembleia Regional são chamados de Deputados Regionais e são designados para mandatos de quatro anos. Os Deputados Regionais são remunerados através de senhas de presença, não tendo um salário fixo.
A Junta Regional é constituída pelo Presidente da Junta Regional e por quatro ou seis vogais, consoante se trate de região com menos de 1,5 milhões de eleitores ou de 1,5 milhões e mais. A Junta Regional é eleita pelos deputados da Assembleia Regional, sendo que o Presidente é o primeiro elemento da lista mais votada nas eleições para a Assembleia Regional.
O Governador Civil Regional representa o Governo português e tem funções de fiscalizar e verificar o funcionamento da região administrativa. É nomeado pelo Governo português, em reunião de Conselho de Ministros. De um certo modo, pode-se dizer que o Governador Civil Regional das regiões administrativas seria o equivalente ao Representante da República das regiões autónomas.